# Alice Graschtat
Alice Graschtat (* 16. Januar 1952 in Polier, Landkreis Northeim) ist eine deutsche Politikerin (SPD). Von 2003 bis 2008 war sie Mitglied des Niedersächsischen Landtags. Sie ist geschieden und hat zwei Kinder.

## Ausbildung und Beruf
Nach Erlangung der mittleren Reife machte Graschtat von 1967 bis 1972 eine Ausbildung für den gehobenen Verwaltungsdienst. Danach war sie bis zu ihrer Wahl in den Landtag bei der Bezirksregierung Weser-Ems tätig.

## Politik
Seit 1969 ist Graschtat Mitglied der SPD. Seit 1986 ist sie Ratsfrau und Beigeordnete der Stadt Osnabrück, darunter mehrere Jahre als stellvertretende Vorsitzende. Von 1991 bis 2003 war sie Vorsitzende der dortigen SPD-Fraktion. 2003 wurde sie über die Landesliste in den Niedersächsischen Landtag gewählt. Bei der Landtagswahl 2008 stand sie auf Platz 53 der Landesliste, was nicht für einen Wiedereinzug in das Parlament genügte. Den Kampf um ein Direktmandat im Wahlkreis Osnabrück-Ost verlor sie gegen Anette Meyer zu Strohen (CDU). Nach der Wahlniederlage kehrte Alice Graschtat in den Landesdienst zurück und arbeitete bei der Niedersächsischen Landesschulbehörde in Osnabrück.
Neben ihrer Parteimitgliedschaft ist Graschtat Mitglied von ver.di, der Arbeiterwohlfahrt, amnesty international, der Freien Humanisten und des VfL Osnabrück.